# Gloster, Mississippi
Gloster là một thành phố thuộc quận Amite, tiểu bang Mississippi, Hoa Kỳ. Năm 2010, dân số của thành phố này là 960 người.

## Dân số
- Dân số năm 2000: 1 073 người.
- Dân số năm 2010: 960 người.